# Кули (Кулинский район)
Кули́ — село в Кулинском районе Дагестана.
Образует сельское поселение село Кули как единственный населённый пункт в его составе.

## Географическое положение
Расположено в 7 км к югу от районного центра села Вачи, в долине реки Хъуннихх («Большая Река»).

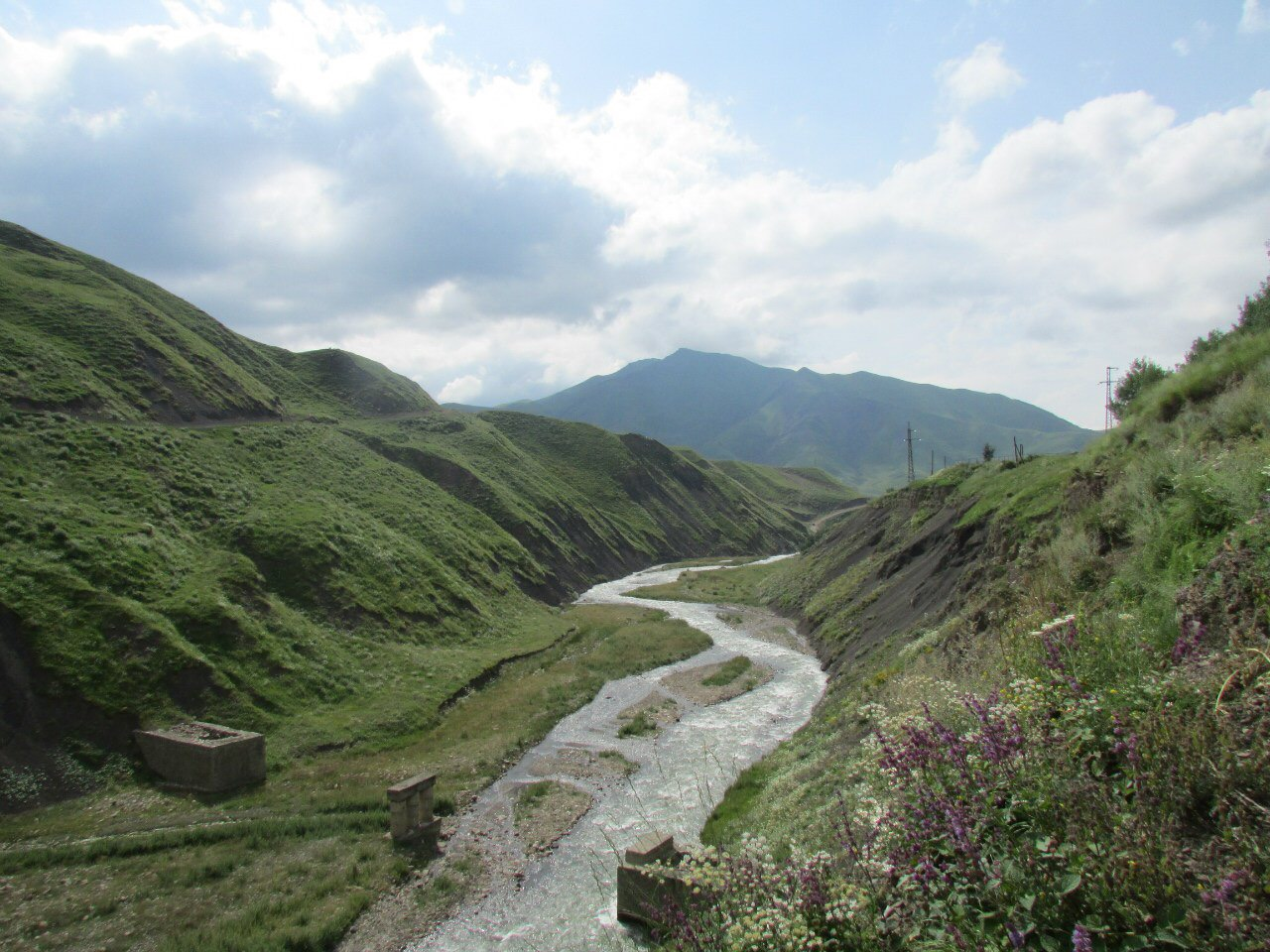
Река Хъуннихх
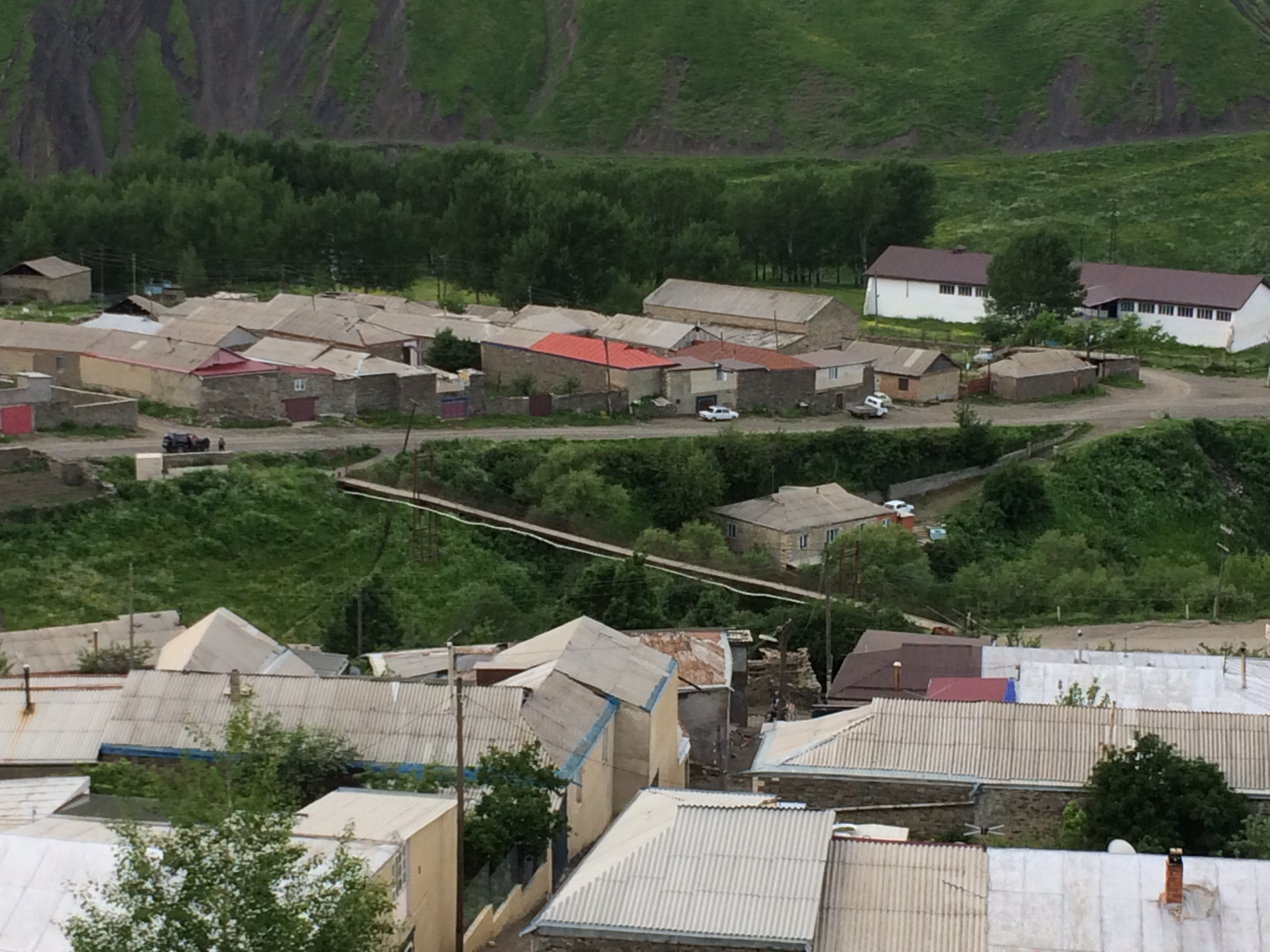
Мост в селе Кули

Ближайшие населённые пункты — Сумбатль, Хосрех
Имеются грунтовые дороги до Цовкра-1 и Цовкра-2
Через село Кули проходит автомобильная дорога 82К-009, дорога асфальтирована.

## Население
| 1888  | 1895  | 1926  | 1939  | 1959  | 1970  | 1989  |
| ----- | ----- | ----- | ----- | ----- | ----- | ----- |
| 2036  | ↘2033 | ↗2430 | ↗3057 | ↘2709 | ↗3916 | ↘3721 |
| 2002  | 2010  | 2012  | 2013  | 2014  | 2015  | 2016  |
| ↘3636 | ↗3946 | ↗3995 | ↘3980 | ↗3993 | ↗4003 | ↘3956 |
| 2017  | 2018  | 2019  | 2020  | 2021  | 2023  | 2024  |
| ↘3944 | →3944 | ↘3938 | ↗4008 | ↘2536 | ↗2562 | ↗2590 |
| 2025  |       |       |       |       |       |       |
| ↗2607 |       |       |       |       |       |       |

Жители села Кули говорят на лакском языке вачи-кулинском диалекте.
В Сборнике сведений о кавказских горцах (1868 г.) сообщалось: "Лаки — по замечанию Услара — с противоположных концов округа понимают друг друга без малейшего затруднения. По аулам замечается легкое разнообразие выговора, которое едва-ли может быть выражено письмом.. «
Жители Кули делятся на патрилинейные рода (тухумы).
Известные уроженцы

## История
Кули — древнейшее, самое крупное и хорошо сохранившееся лакское селение. Оно возникло задолго до прихода арабов. Первоначально Кули состояло из двух тухумов: кIяла чухъри и оьру чухъри (белые накидки и серые накидки).
В VIII веке в село врывается арабский завоеватель Маслама. Распространив среди населения Ислам, он переселяет в эту местность жителей близлежащих небольших поселений Куркли, Чутра Иял, Чучабахалу, Читал-мащи и Атрал-тарац.
До начала XI века на нынешней административной территории селения Кули были размещены семь мелких поселений. Истории известны многие захватнические войны против мирного, разобщенного населения горного Дагестана. Неоднократно иноземные завоеватели наносили трудновосполнимый ущерб населению и хозяйству села, но не смогли покорить и выселить с обжитых мест свободолюбивых и непокорных Кулинцев. Эти события стали поводом для того, чтобы все мелкие поселения объединились, построили крепость „Хъунчӏуй“ на самой вершине поселения „Барзилу“ и заселились вокруг этой крепости. С этой поры начинается история селения Кули.
Само название села Кули так и возникло обозначая объединение жителей и переводится от арабского „куллун“ (араб. الكل), то есть „совокупность“, „всё“.
За свою многовековую историю с. Кули трижды было сожжено и разрушено: в 1241 году татаро-монгольскими завоевателями, в 1396 году — войсками Тамерлана и в 1742 году — Надир-шахом.
В 14 веке в Дагестан вторгся Тамерлан. Против него выступили „Шамхал Казикумухский и Аухарский с 3000 чел.“, Они потерпели поражение. Тамерлан осаждал лакские Кули и Таус(Тамас, что был рядом с аулом Кули, в далёком прошлом около нынешнего Хосреха) На 1957 год рядом с Хосрехом ещё были развалины Тауса.
В 1742 году с продвижением правителя Ирана Надир-Шаха в глубь Дагестана ожесточённое сопротивление врагу было оказано в Кули, крепком оплоте гази-кумухских правителей. Руководил обороной лакский правитель Сурхай-хан. Надир-шах без успеха трижды штурмовал лакское село Кули. Когда Сурхай увидел, что крепость вот-вот падет, он приказал отходить дальше, к основной линии обороны у села Шовкра. Кулинцы остались в селе, продолжая оборону. Захватив Кули, персы жестоко расправились с населением. Очевидец тех событий русский резидент И. П. Калушкин сообщал, что „по указу шахову ни одного человека живого не оставляют, всех рубят наповал“. Пытаясь усмирить непокорных горцев, персы собирали малолетних детей, накрывали досками и пускали по ним конницу, которая затаптывала их, что персы называли „шахкирман“.
Во время восстания жителей Гьухъал, Вицхи и ряда селений против лакского хана Магомеда, Магомед-хан подтянул из сел Кули и Хосрех свою кавалерию. И перебил часть жителей Гьухъала

Естествоиспытатель и путешественник из балтийских немцев Иоганн Антон Гильденштедт в своем труде „Путешествие по Кавказу“1760-1780 г. указал все населенные пункты и крепости Казикумухского ханства, среди которых обозначил и Кули с соседними сёлами.
…45. Цумбатул (Сумбатль); 46. Гул(Кули); 47. Кусрехи(Хосрех)…
Симонович Ф. Ф. назначенный впоследствии наместником Имеретии, Абхазии, Мегрелии и Гурии, в 1796 году, описывая владения Сурхая Кунбуттая писал о селении Кули „Кули примечания достойная деревня по крепчайшему ее местоположению, куды владельцы во время неприятельского нападения укрываются.“

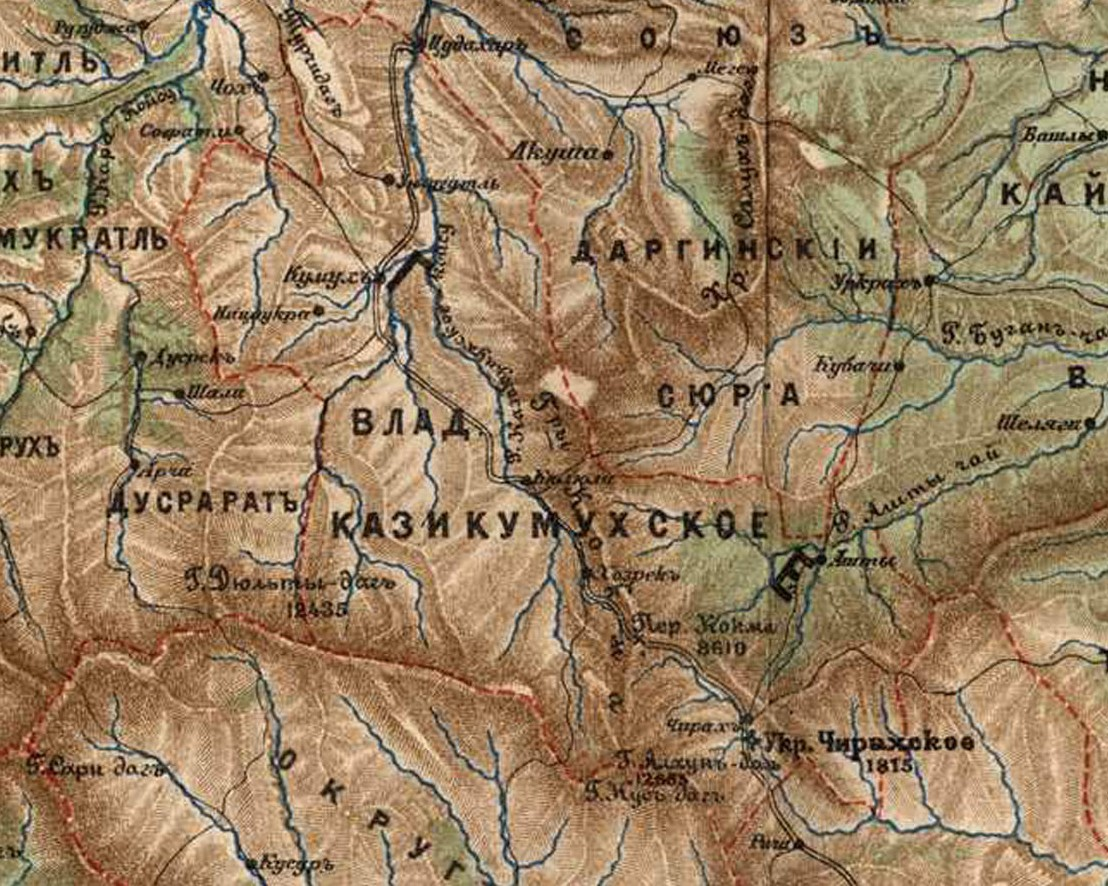
Карта Дагестана в эпоху Ермолова 1818—1826 г. Кули обозначено под названием Кюлюли.

В 1820 году лакский хан Сурхай Кунбуттай, продолжавший 30-летнюю войну против России, перед наступлением Мадатова на Лакию, находился в селении Кули в котором был его авангард, состоявший из 6,000 лакцев.

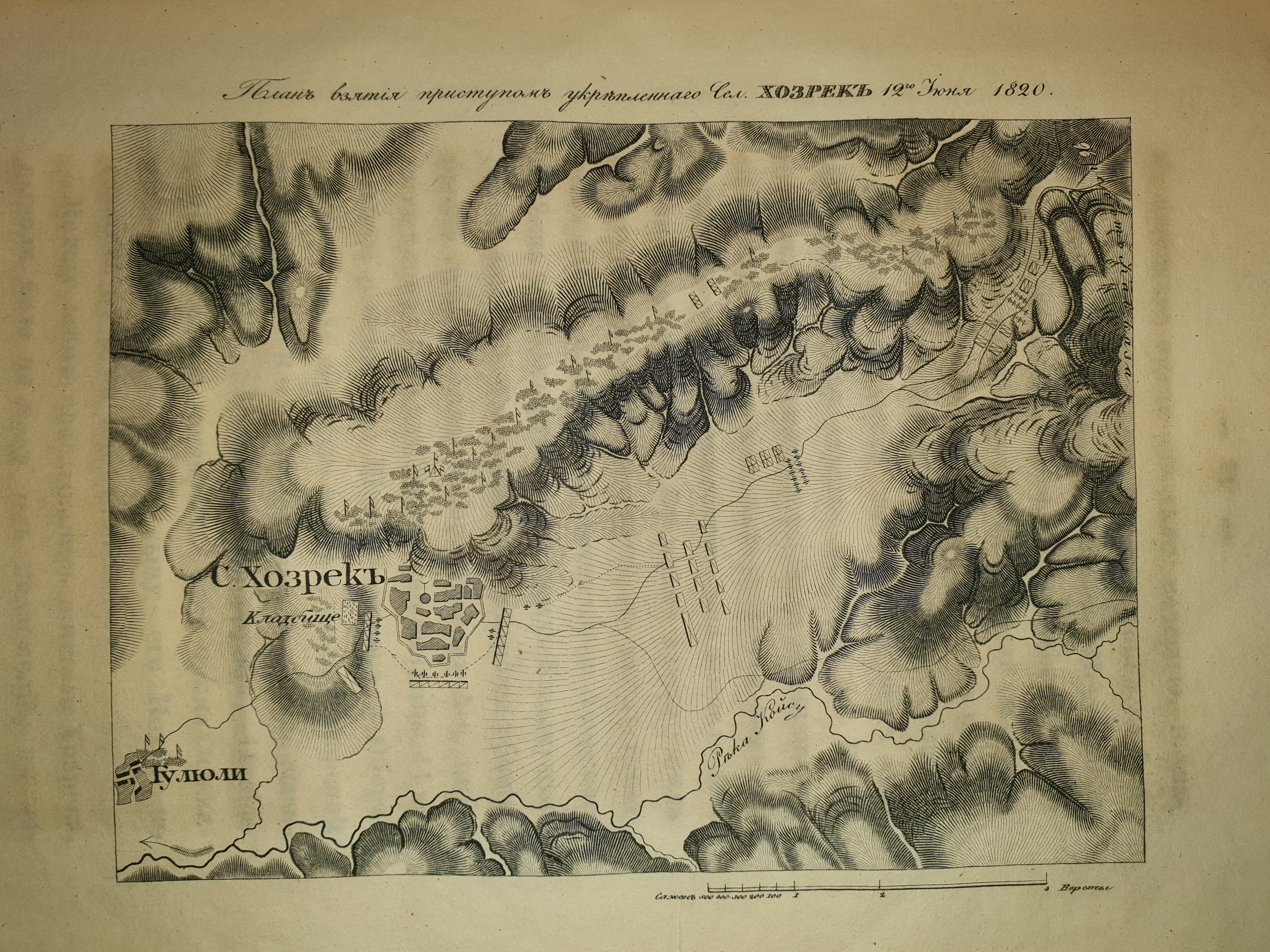
План взятия Хосреха царской армией. Рядом Кули указанное под названием Гулюли.

После поражения Сурхай-хана у аула Хосрех его враг и племянник Аслан Гази-Кумухский занял аул Кули, пытаясь перекрыть путь к Кумуху и настигнуть отступающего дядю. С этого момента село впервые заняла российская армия. Заняв Гази-Кумух, Аслан-хан принёс присягу на Коране, а после приказал выпустить всех пленных лакцев.
Неугомонный Сурхай Кунбуттай после нескольких попыток завладеть ханством, имея большой авторитет, умер в Согратле в возрасте 83 лет в 1827 году. Его сын Нух покинул Дагестан, после чего Аслан-хан окончательно стал правителем Казикумухского и Кюринского ханства, ведя двойную игру. В целом во времена Кавказской войны, несмотря на завоевание Казикумухского ханства, жители села иногда оказывали поддержку имамам Дагестана.

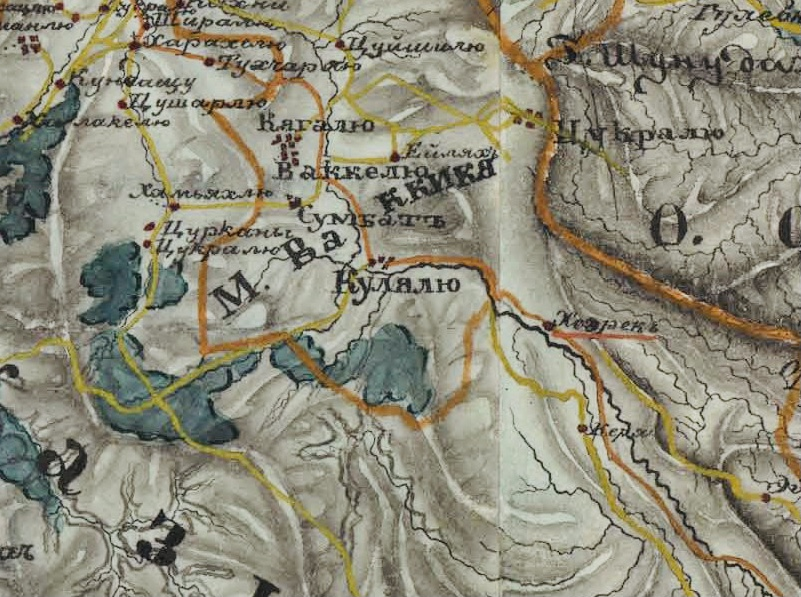
Кули (Кулялю) на карте 1841 года. Казикумухское ханство. Дагестан.

В начале лета 1842 года, вождь горцев имам Шамиль с партией мюридов и лакских ополченцев, прибыл в аул. Здесь произошло сражение при ауле Кули. Если после прибытия Шамиля в Кули всё ханство охватило восстание и со всей Лакии ополченцы толпами направлялись в село, то сразу же после занятия Кули царскими войсками восстание прекратилось повсеместно.

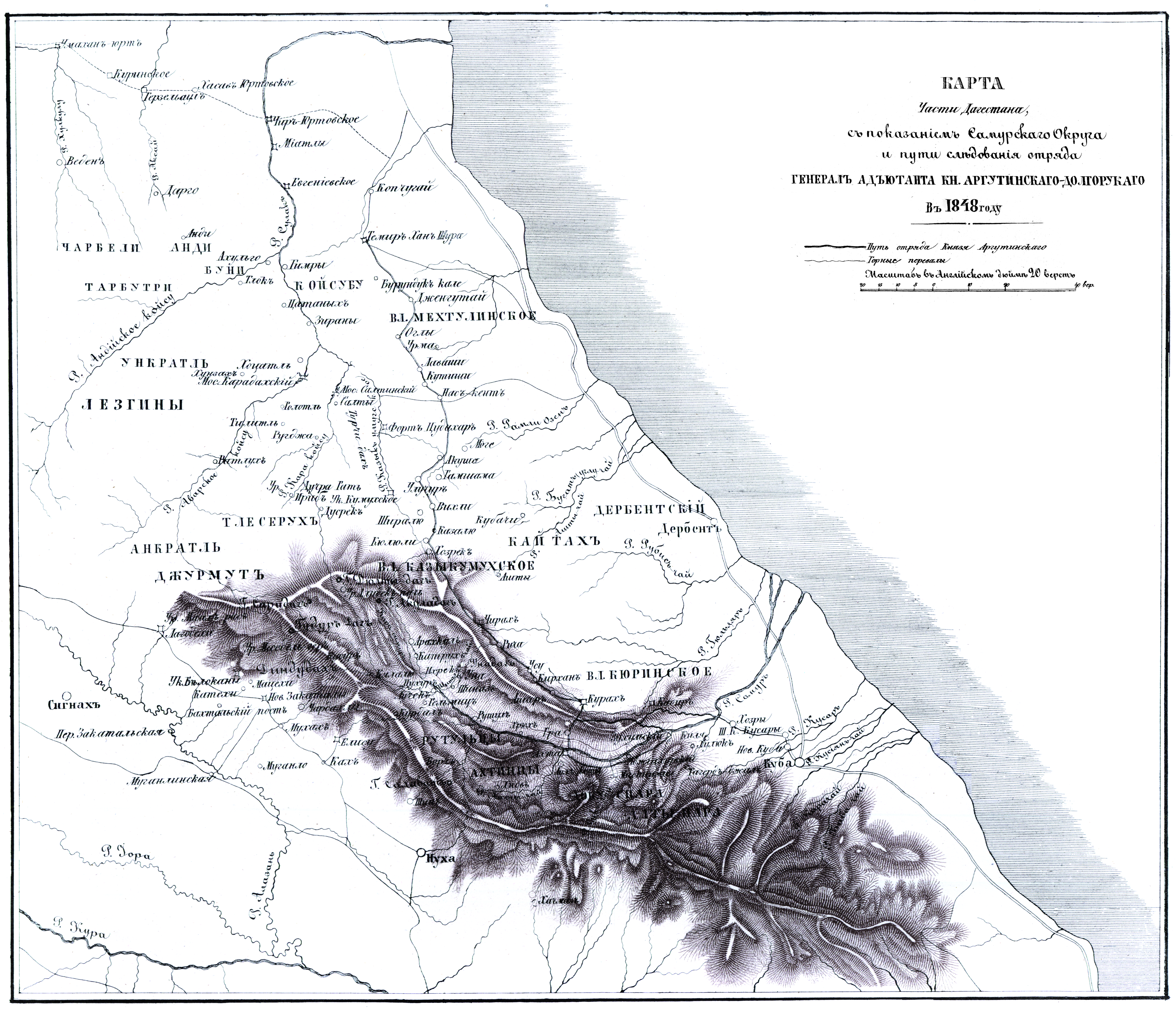
1848 год. Кули под названием Кюлюли. Карта действий Аргутинского.

В 1844 во время волнения соседнего общества Сюрга, царское командование, действуя на опережение, собирает милицию из жителей села Кули, дабы не допустить событий мая-июня 1842 года, тем самым удержав их и всё ханство от присоединения к сюргинцам, поднявшим массовое восстание. Восставшие сюргинцы занимают аул Кули, однако к концу дня Аргутинский выбивает их из села, за чей захват он когда-то получил чин генерал-майора.

В 1849 году Шамиль вновь вторгся на территорию Казикумухского ханства. Нападение готовилось с нескольких сторон, одна из которых село Хосрех затем Кули. Её Шамиль поручил Даниял-беку 
„..Хаджи-Мурату ворваться в с. Гамаши (казикумухского ханства), занять также Унджугатль и повернуть на Куркалю; другим партиям, под начальством Мусы белоканского, Омара салтынского и Муса-Гаджи унцукульского — овладеть сел. Кутеши и разорить его, а Даниельбеку взять Хозрек (казикумухского же ханства) и идти на Кюлюли. Для этого тройного нападения назначались исключительно одни конные партии..“ . 

И если первые два вторжения привели к сражениям то вторжение со стороны Хосреха не случилось по удивительной как для русских так и для самого Шамиля случайности
„Шамиль, не имея никаких сведений о действиях третьей партии под начальством Даниельбека, сперва недоумевал о тому что это значить, а когда узнал, что эта партия, во главе с своим представителем, осталась на сборном пункте в полном бездействии, то пришел в положительное негодование. Остановившись, после бегства из Гамаши, в селе Согратле, он тотчас вызвал к себе для объяснений Даниельбека — и не успел тот явиться, как обрушились на него тучи упреков и угроз. Даниельбек, выслушав все это совершенно спокойно, коротко и категорически объявил, что он не получал никаких приказаний. Шамиль был как громом поражен таким сюрпризом — и тотчас приказал произвести дознание. Оказалось, что моктюб Шамиля (предписание) переданный им Хаджи-Мурату для отправления к Даниельбеку, был послан немедленно с особым нарочным, но и нарочный, и моктюб пропали бесследно. Таким образом, от третьей грозы нас избавила сама судьба“
ВОЛКОНСКИЙ Н. А.

ТРЕХЛЕТИЕ В ДАГЕСТАНЕ.

Краткое упоминание оставил историограф Шамлия Гаджи-Али
После перестрелки Шамиль вернулся в с. Бара. Здесь на совете наибы решили возвратиться домой. Шамиль приказал мне написать 16 Даниель-Султану, отправившемуся с отрядом в Кули и Хосрек возвратиться.
ГАДЖИ-АЛИ
СКАЗАНИЕ ОЧЕВИДЦА О ШАМИЛЕ (Печатается по изданию „Сборник сведений о кавказских горцах“. Вып. VII. 1873)
В мемуарах-воспоминаниях поляка Матеуша Гралевского, который за участие в антироссийской деятельности был сослан на Кавказ и провел 12 лет в Дагестане есть описание  жителей селения Кули «Идущая колонна разбила лагерь около деревни Кюкули³[Кули]. Еe заселяли только беки, которые, как объясняли, когда-то были наделены шляхетством кумухскими ханами за свои подвиги. Их освободили от всех повинностей, налагаемых на других жителей, кроме воинской обязанности. Эта деревня известна благодаря битве между Аргутинским и Шамилем в 1842 году, после которой первый отправился в Кази-Кумух и занял его без боя..»
В середине 19 века между жителями села и ханом Агларом, произошёл конфликт. Причина — убийства кулинцами ханского нукера. В наказание за убийство Аглархан захватил у сельского общества аула Кули пастбища Цалун и Кунзахалу. Само село Аглархан старался не посещать. В итоге конфликта хану и его нукерам запрещалось заходить в село, но кулинцы в свою очередь, в случае сильной необходимости выставляли войска. Кулинцы и Хосрехцы объединяли свои вооруженные дружины и выходили верхом, одетые в серые черкески и такие же папахи для отличия от остальных лакских войск. У кулинско-хосрехской вооружённой дружины как и у остальных лакских сотен было свое знамя, вооружение же их состояло из кремневок, пистолетов, шашек, кинжалов и даже какой-нибудь палицы, которая употреблялась в дело в крайнем случае. Имелась так же в сопровождении музыка (3-4 зурны и барабаны) и певцы.

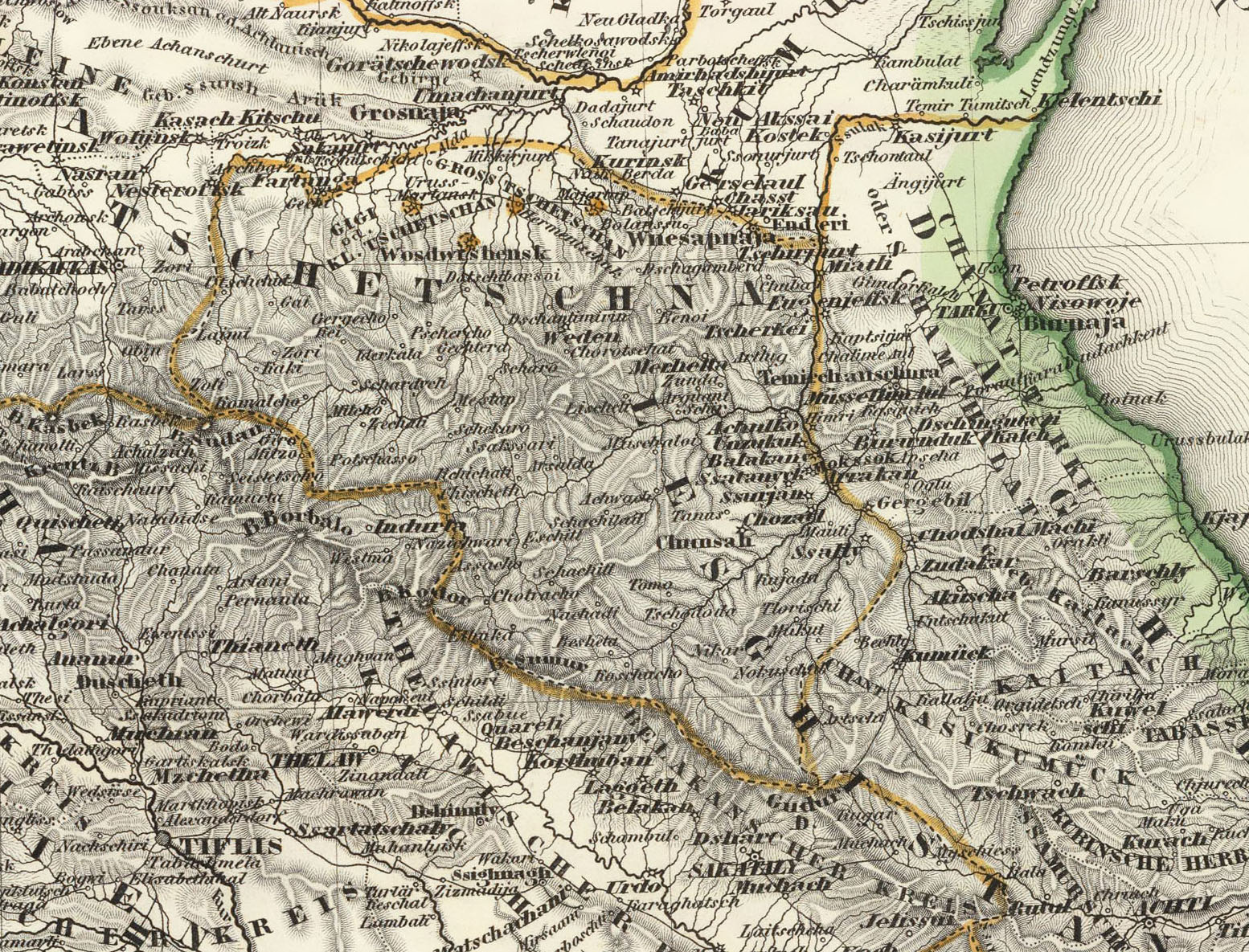
Селение Кули под названием Kullalju на карте J. Grassl, 1856 год. Находится в составе Казикумухского ханства (CHant KASIKUMÜCK)»

В 1858 году самый жестокий хан Аглар скончался. Уже через год был пленён имам Шамиль, и теперь, когда сопротивление горцев в основном было подавлено, Россия могла не церемониться с местными правителями и уже в 1860 году ликвидировала Казикумухское ханство, преобразовав его в Казикумухский округ, куда вошло и село Кули как главное село в составе Аштикулинского наибства. В Аштикулинское наибство помимо лакских сёл ближайших к Кули так же входили и даргинские села Вуркундаргинского общества и некоторые агульские аулы. Само название Ашты-Кули произошло от Ашты (столица Вуркундаргинцев) и Кули как столица и наибский стан.

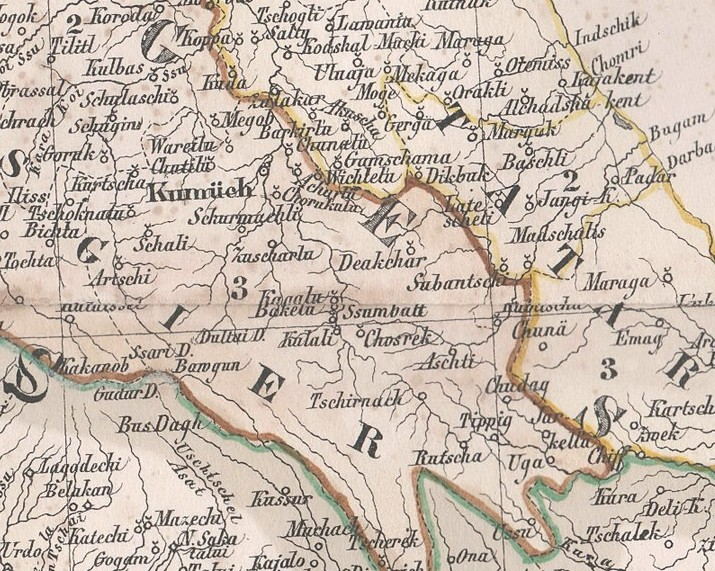
Селение Кули под названием Kulali на фрагменте карты Кавказа 1855 года. F. Bandtre, печать C. Flemming, Глогув.

В 1867 г. сословно-поземельная комиссия в разных селениях Казикумухского округа (Кумух, Халапхи, Дучи, Бегеклю, Пара, Марки, Цущар, Кули) определила и признала 48 человек потомков хана Сурхая-Хъунбутта, которые были наделены царской администрацией всеми привилегиями для «знатной» верхушки.
В 1871 году указана общая численность мечетей а так же чанков и беков по наибствам Кази-Кумухского округа
«Сведения о числе лиц из сословия беков и чанков обоего пола и о числе мечетей в Среднем Дагестане».
*данные по Аштикулинскому наибству.
9 августа 1871 г.
беков — мужчин 36
женщин 25
чанков — мужчин 199 женщин 160

мечеть — 45 
Во времена восстания 1877 года аштикулинская милиция во главе с капитаном Гаруном, отправленная для подавления восстания, постреляв в воздух, разбежалась по домам, а позже переметнулась на сторону восставших, принеся присягу новому имаму Мухаммаду Согратлинскому. Лакцы перебили русский гарнизон в Гази-Кумухе и убили начальника округа полковника Чембера, ханом был объявлен Джахпар сын Аглара, Джахпар, собрав армию и направляясь для захвата Дербента, по пути посетил Кули, где его с радостью встретили и оказали поддержку. Возвращаясь в Гази-Кумух тем же путём, перед самым арестом Джахпар снова посетил Кули и снова был радушно принят, хотя уже было понятно, что восстанию конец, а его участников ждут казни и аресты.
В 1883 году этнографом Зейдлиц Николай Карловичем сделана фотография жителей села, юноши и девушки.

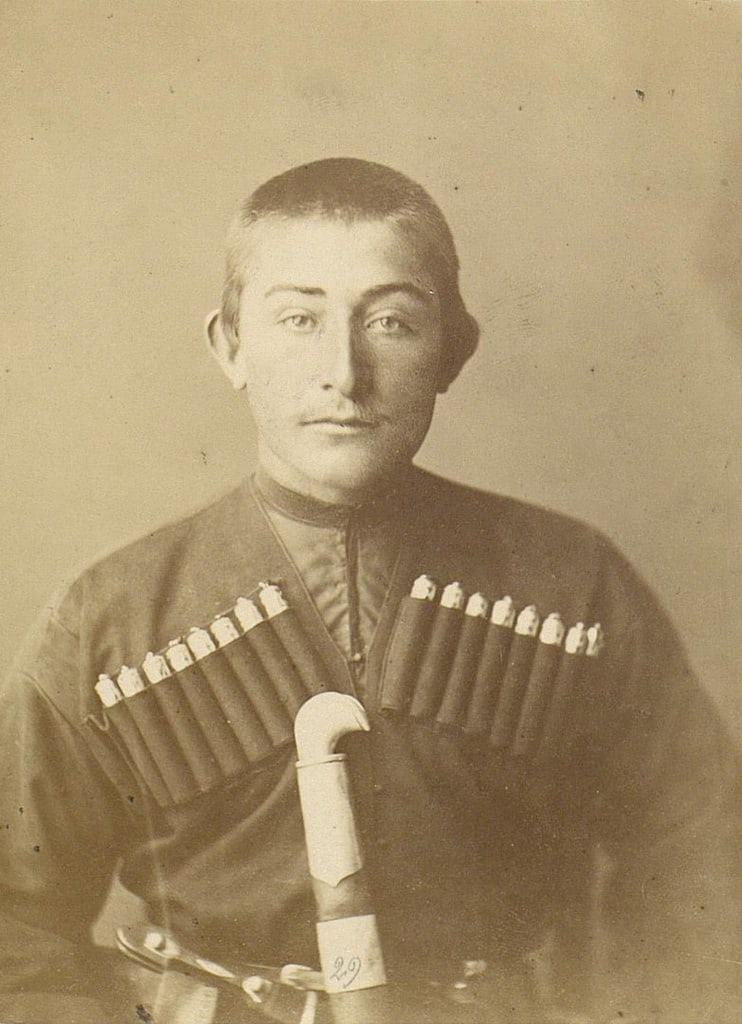
Мужчина из селения Кули. 1883 год.

Перепись 1886 года: численность населения Кули — 2036 человек, из которых 1024 мужчины и 1012 женщин.
Перепись была посемейной. По её данныи в Кули на тот период проживало 376 семей, из них 42 семьи были по крови чанки. 9 семей были привилегированы в связи с тем что некоторые из членов этих семей были в местной в милиции или войсках.
Старшина селения Кули Сулейман Ургуев был награждён медалью Высочайше учрежденного за труды по отличному выполнению всеобщей мобилизации 1914 года для ношения на груди на ленте ордена Белого орла.
Во время гражданской войны в Дагестане жители села воевали с царскими войсками. Участниками гражданской войны были более 140 мужчин.

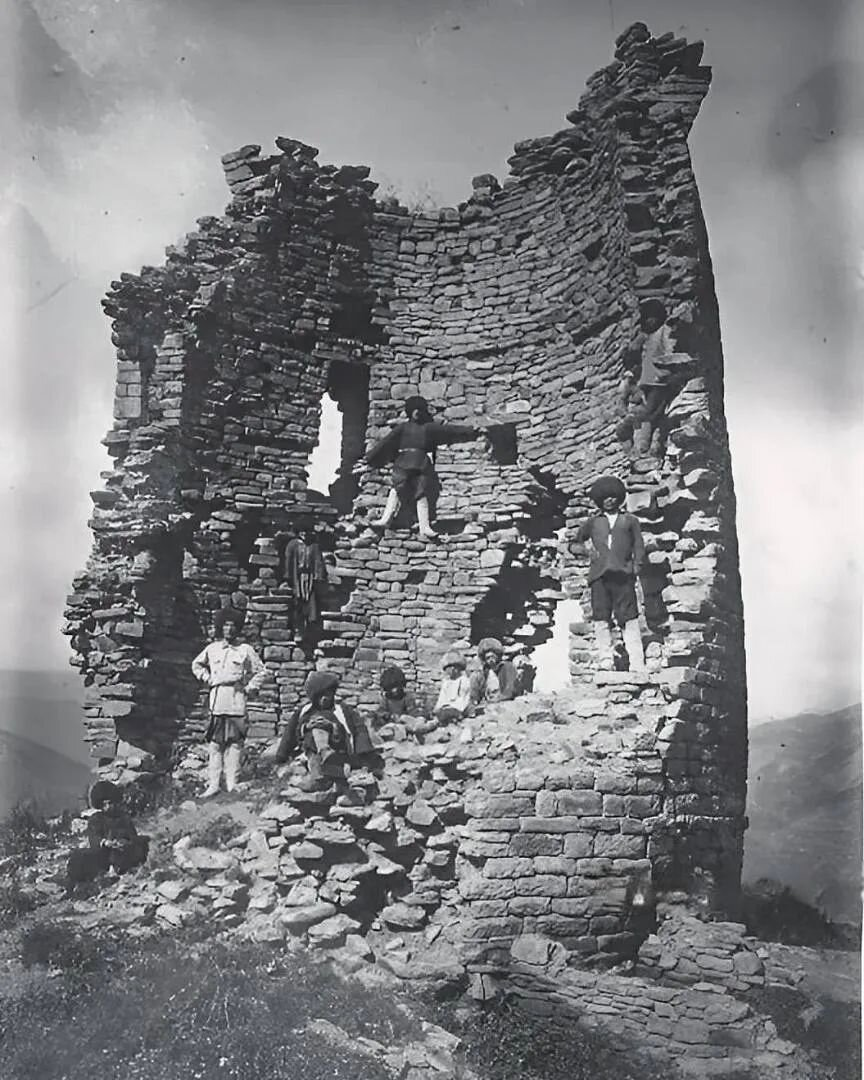
Обвалившаяся оборонительная башня в с. Кули 1920е.

В 1925 году открыта первая средняя школа, а в 1974 году — вторая.

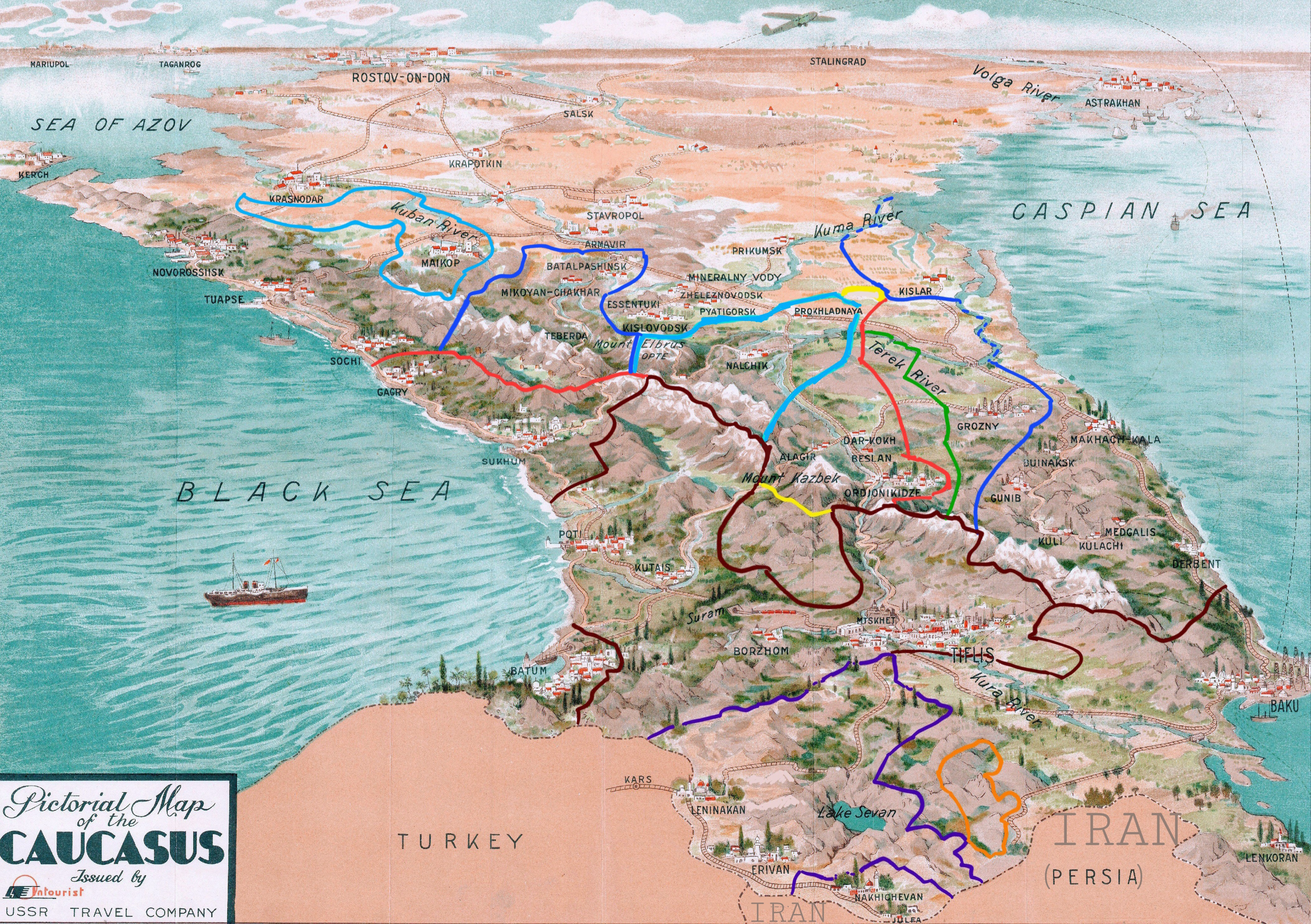
Кули на туристической «Живописной карте Кавказа» 1930 год. «1930 U.S.S.R. Travel Company Pictorial Map of the Caucasus»

В 1935 году создан колхоз им. Гаруна Саидова. Ведущей отраслью производства являлось животноводство. Колхоз имел более 60 тыс. овец, 4 тыс. голов КРС, 400 лошадей.
420 кулинцев отправились на фронт во время Великой Отечественной войны. Из них 221 погибли. Более 150 кулинцев работали на строительствах оборонных сооружений. Из них 67 человек удостоены медалями «За доблестный труд» и «За оборону Кавказа».
В центре села построен подвесной мост, называемый кулинцами «Линкӏатӏи-ламу».
Часть населения (125 семей) в 1944 году переселена в правобережную часть села Ярыксу-Аух Ауховского района (ныне село Новокули Новолакского района).
Кули несмотря холодный климат и горное расположение, огромные мужские потери в войне а так же переселение части жителей, давал лучшие показатели в колхозе не только в районе но и в Дагестане.
В социалистическом строительстве лаки стараются быть первыми среди других народов Дагестана. Колхоз, который расположен около аула Кули, оспаривает пальму первенства у лучших колхозов Дагестана, например, колхоза аварского аула Чох.
Сельское хозяйство Дагестана
Издательство академии наук СССР. 1946.

Кули посещал советский этнограф-кавказовед Леонид Лавров. В своем издании Этнография Кавказа (по полевым материалам 1924—1978 гг.), Лавров уделил Кули несколько страниц. В частности описывая одежду кулинцев он пишет: 
«При въезде в Кули нам встретился мужчина в белом войлочном пальто, скроенном на манер солдатской шинели, только без карманов, со сплошной спинкой и с наглухо пришитым прямоугольным хлястиком. Многие кулинцы обуты в белые валенки с загнутыми вверх носами. Сзади под коленом у них сделан вырез глубиной до 10 см. Такие валенки можно видеть здесь и у стариков, и у молодых обоего пола. Маленьких детей женщины носят на спине в платке, повязанном в виде мешка. Для доставки груза женщины пользуются особым войлочным мешком с длинной лямкой, в которую упираются лбом.»

  Так же описан дом кулинской семьи где гостил Лавров 
"В доме нашего хозяина вдоль стены устроена полка, и посуда на ней расставлена так, чтобы было удобнее ее разглядывать. На другой стене висит замысловатое деревянное приспособление с дырками, в которые вставлены деревянные ложки. На третьей стене, над кроватью, повешен ковер, а на нем — кинжал. В доме сохраняется теперь уже не употребляемый светильник высотой 1.54 м, кованный из железа (рис. 10). В три четырехугольные чашечки его раньше наливали бараний жир для освещения дома".
 О степени распростренении других языков среди кулинцев того времени, автор пишет 
''Мужчины в Кули кроме родного языка говорят еще по-русски, хотя хуже, чем кумухцы. Несколько меньше распространены среди них азербайджанский и кумыкский языки. Человек восемь владеют даргинским и лезгинским. Женщины же, как правило, не знают других языков, кроме родного."

Так же Лавровым описана история села, подробно описана кулинская оборонительная башня Хъунчlи, указаны различные обряды, находки и быт кулинцев. Из истории села а так же отношений села Кули с местными казикумухскими феодалами Лавров пишет:
 «Кулинцы утверждают, что рядом с их селением, на равнине Кьункраттарац, Надир-шах собрал детей и приказал своей коннице растоптать их. Уверяют также, что кулинцы не подчинялись ханам, а Агалар-хану будто бы даже не разрешали появляться в Кули.

Во время этой экспедиции в Кули, сделаны несколько фотографий, в частности фотография прирученного кулинцем тура 
»У одного из жителей жил двухлетний горный тур, пойманный в прошлом году. Он стал ручным, свободно гулял по улицам и скакал по крышам домов, но не уходил за пределы села." 
В 1959 году Кулинский сельский Совет был награждён Почетной грамотой Верховного Совета ДАССР и дипломом 1 -и степени Победителя в республиканском социалистическом соревновании.

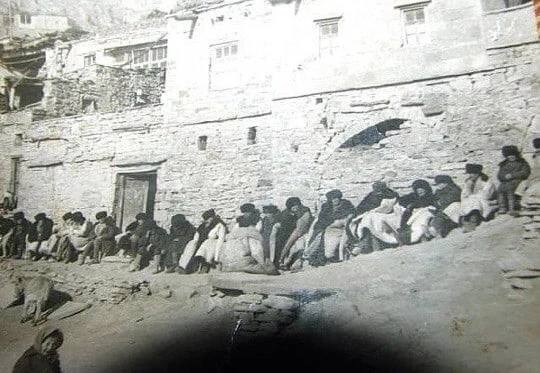
Годекан «Ламуй ккурчlа»

В 1988 году Кулинский сельсовет повторно награждён Переходящим Красным Знаменем и Почетной грамотой Верховного Совета, Совета Министров РСФСР и ВЦСПС. На сегодняшний день хозяйство находится в упадке.
В 2004 году открыта мечеть (лакск. Мизит).
На 2022 год в Кули как и в других сёлах Лакии нет газификации. Но несмотря на это село активно застраивается. В 10 минутах езды в гору от села строится туристическая зона Вилд-Даг Так же планируется строительство горнолыжного курорта с другой стороны села. В Кули имеется современный парк с монументами посвящёнными участвовавшим и погибшим в годы ВОВ жителям села. Обе школы в селении Кули назвали в часть погибших в 1999 году сельчан. Школа номер 1 в честь Мурачуева Халида, Школа номер 2 в честь Даххаева Гамзата.

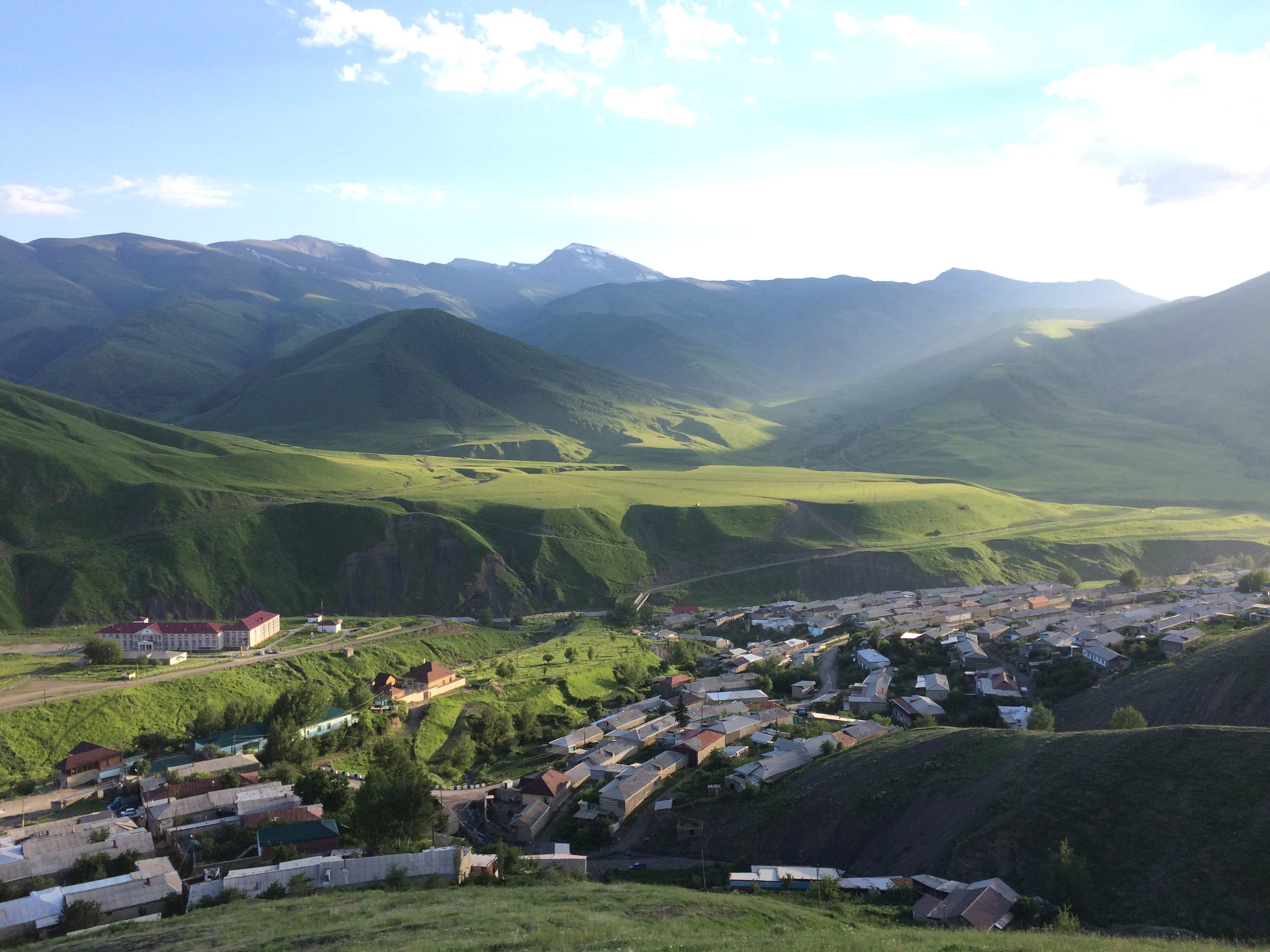
Кули (Кулинский район) Вид на школу номер 2 им Гамзата Даххаева, Ялтту Ар и гору Бартбаку.